# Olesno
Olesno (germană Rosenberg O.S.) este un oraș în Polonia.